# 대린 캐밀레리
대린 캐밀레리(영어: Darrin Camilleri, 1992년 1월 28일 ~ )는 미국 민주당 소속의 정치인이다. 2017년부터 미시간주 연방 하원의원으로 재직 중이다. 미시간 디어본에서 몰타계 미국인 부친과 멕시코계 미국인 모친 사이에서 태어났고, 캘러머주 대학교에서 정치행정학을 전공했다.

## 역대 선거 결과
| 선거명      | 직책명                       | 대수  | 정당   | 득표율 | 득표수   | 결과 | 당락               |
| ----------- | ---------------------------- | ----- | ------ | ------ | -------- | ---- | ------------------ |
| 2016년 선거 | 하원의원 (미시간 제23선거구) | 99대  | 민주당 | 50.34% | 24,100표 | 1위  | 미시간 주의원 당선 |
| 2018년 선거 | 하원의원 (미시간 제23선거구) | 100대 | 민주당 | 56.26% | 23,925표 | 1위  | 미시간 주의원 당선 |
| 2020년 선거 | 하원의원 (미시간 제23선거구) | 101대 | 민주당 | 52.55% | 30,231표 | 1위  | 미시간 주의원 당선 |
| 2022년 선거 | 상원의원 (미시간 제4부)      | 102대 | 민주당 | 55.34% | 64,387표 | 1위  | 미시간 주의원 당선 |